# Фонтана (Лоди)
Фонтана (итал. Fontana) је насеље у Италији у округу Лоди, региону Ломбардија.
Према процени из 2011. у насељу је живело 329 становника. Насеље се налази на надморској висини од 68 м.